# Avalites
Pour les articles homonymes, voir Avalite.
 (mars 2024).
Si vous disposez d'ouvrages ou d'articles de référence ou si vous connaissez des sites web de qualité traitant du thème abordé ici, merci de compléter l'article en donnant les références utiles à sa vérifiabilité et en les liant à la section « Notes et références ».

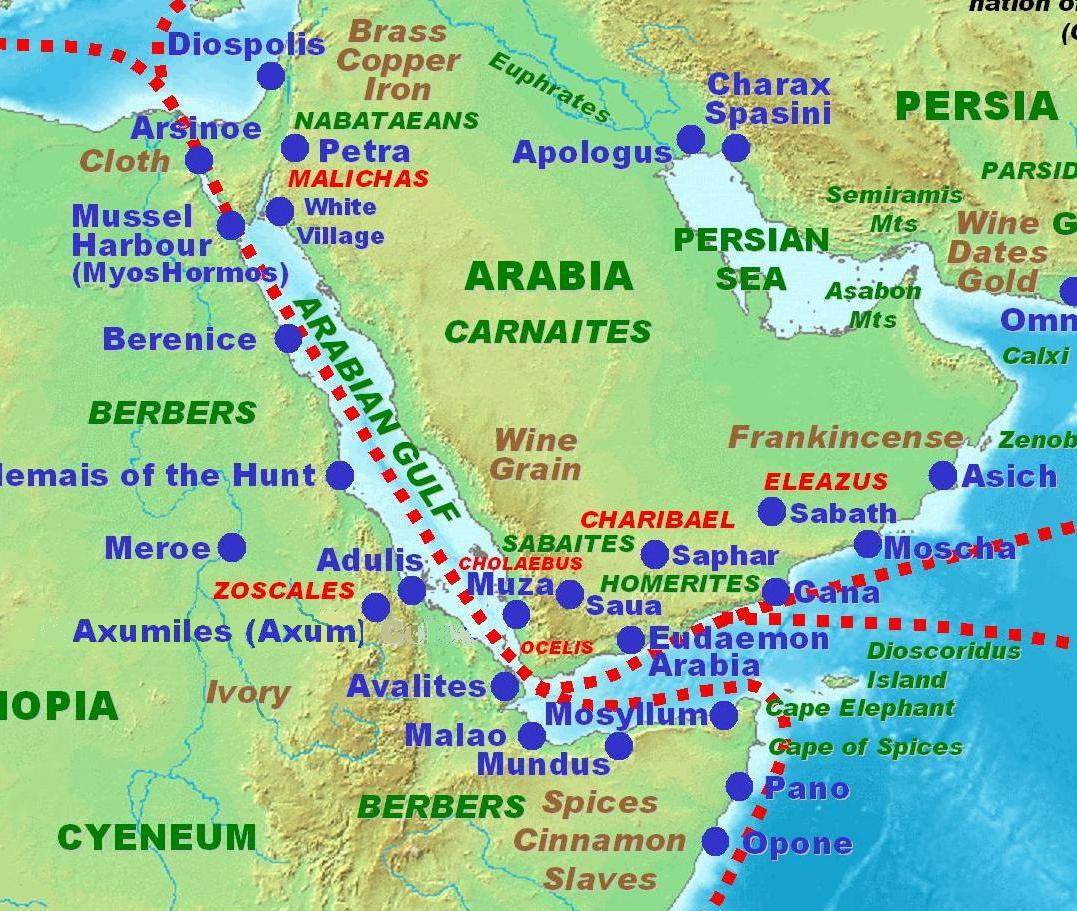
Péninsule arabique et environs, selon le Periplus Maris Erythraei.

Avalites est un ancien port de la région de Barbara situé dans le golfe d'Aden près du détroit de Bab-el-Mandeb.
Il est cité dans le Périple de la mer Érythrée, écrit entre le IIIe siècle av. J-C. et le Ier siècle de notre ère. Les habitants, les Barbaroi, y commerçaient du blé, du vin, de l'ivoire, de l'écaille, de l'étain. Avalites correspondrait à la ville somalienne moderne de Zeilah. 